# 呪禁師
呪禁師は道教の影響を受けて成立し、呪術によって病気の原因となる邪気を祓う治療などを行った。古くは仏教の祈祷と混同されて用いられた例もある（『日本書紀』敏達天皇6年条）が、本格的な導入の初出は『日本書紀』にある持統天皇5年（691年）条である。
律令制においては呪禁（）も病気治療や安産のために欠かせないものとされ、呪禁師の中で優秀なものは呪禁博士（定員1名）に任ぜられ、呪禁生（定員6名）の育成に努めた。だが、後に厭魅蠱毒（）事件の続発によって呪禁（）そのものが危険視されたこと、同様に道教の呪術を取り入れた陰陽道の台頭によって8世紀末期頃には事実上廃止され、9世紀には呪禁師の制度自体が消滅した。